# جایزه بزرگ ایتالیا ۱۹۶۳
جایزه بزرگ ایتالیا ۱۹۶۳ (انگلیسی: ‎1963 Italian Grand Prix‎) یک مسابقهٔ موتوری در رشتهٔ اتومبیل‌رانی فرمول یک بود که در تاریخ ۸ سپتامبر ۱۹۶۳ در پیست ناتزیوناله مونتزا واقع در مونتزا، ایتالیا برگزار شد. این گراند پری در میان ۱۰ گراند پری در فصل ۱۹۶۳، مسابقهٔ شمارهٔ ۷ بود.
در این مسابقه که در ۸۶ دور و به مسافت ۴۹۴٫۵۰۰ کیلومتر (۳۰۷٫۲۶۸ مایل) برگزار شد، پول پوزیشن توسط جان سرتیز کسب شد و سریع‌ترین زمان برای طی یک دور پیست که برابر با ۱:۳۸٫۹ بود نیز توسط جیم کلارک به ثبت رسید.
جیم کلارک از تیم لوتوس-کلیمکس، ریچی گینتر از تیم بی‌آرام و بروس مک‌لارن از تیم کوپر-کلیمکس به‌ترتیب مقام‌های اول تا سوم مسابقه را کسب کردند.

## رده‌بندی قهرمانی پس از مسابقه
|       | جایگاه | راننده      | امتیاز |
| ----- | ------ | ----------- | ------ |
|       | ۱      | جیم کلارک   | ۵۱     |
| ۱     | ۲      | ریچی گینتر  | ۲۴     |
| ۱     | ۳      | جان سرتیز   | ۲۲     |
| ۲     | ۴      | بروس مک‌لارن | ۱۴     |
| ۱     | ۵      | گراهام هیل  | ۱۳     |
| منبع: |        |             |        |

|       | جایگاه | سازنده        | امتیاز  |
| ----- | ------ | ------------- | ------- |
|       | ۱      | لوتوس-کلیمکس  | ۵۱ (۵۲) |
| ۱     | ۲      | بی‌آرام        | ۲۸      |
| ۱     | ۳      | فراری         | ۲۲      |
|       | ۴      | کوپر-کلیمکس   | ۲۱      |
|       | ۵      | برابام-کلیمکس | ۱۵      |
| منبع: |        |               |         |

یادداشت
- تنها پنج جایگاه نخست از هر رده‌بندی نمایش داده شده‌است.